# Église Saint-Louis-des-Chartrons (Bordeaux)
L'église Saint-Louis-des-Chartrons est une église de Bordeaux en France située dans le quartier des Chartrons au nord de la ville au-delà de la place des Quinconces. Elle est dédiée à saint Louis et dépend de l'archidiocèse de Bordeaux.

## Description
Cette église néo-gothique présente une façade verticale en trois parties, ornée d'une rosace, avec deux tours à hautes flèches, de 58 mètres, et un vaisseau massif. Son plan est en croix latine. Elle mesure 60,35 mètres de longueur pour 23 mètres de largeur et 22,26 mètres de hauteur de voûtes. Le pignon est orné d'une statue de saint Louis de Louis Coëffard de Mazerolles (1818-1887).

## Histoire

### Genèse du projet
Des projets de construction d'une église dans le faubourg des Chartrons existaient depuis le XVIIIe siècle en réponse à deux problèmes principaux : d'une part le développement démographique rapide du quartier et d'autre part son isolement vis-à-vis du reste de la ville en raison de la présence de l'encombrant château Trompette. Cet obstacle imposait aux habitants des Chartrons d'effectuer un large détour pour rejoindre la paroisse Saint-Rémi à laquelle ils étaient en théorie rattachés. De fait, la messe du dimanche était généralement célébrée à la chapelle de Bacalan ou bien au couvent des Carmes déchaux (situé à l'emplacement de l'actuelle église Saint-Louis). 
Ce sont les Carmes qui, dès 1726, proposèrent les premiers la construction d'une église. Cette idée fut ensuite reprise en 1749 par l'archevêque de Bordeaux (Mgr d’Audibert de Lussan) qui sollicita pour cela l'intendant Tourny. Tourny s'était déjà donné pour mission le développement du quartier des Chartrons. En 1746, il avait ainsi relié le faubourg à la ville par le percement de la « grande allée » (actuel cours de Verdun), ainsi qu'au quartier Saint-Seurin par l'intermédiaire du jardin public. La construction d'une grande église et l'aménagement subséquent des rues aux alentours s'inscrivait parfaitement dans les projets de l'intendant. Il confia ainsi la réalisation des plans de la future église à son architecte habituel, André Portier, déjà largement sollicité lors des précédents grands aménagements bordelais. En 1755, les plans de l'église furent tracés sur une base en croix latine. L'édifice devait s'élever sur une large place dans l'alignement de la rue Borie. La jurade s'oppose vigoureusement à la réalisation du projet invoquant notamment les dépenses dispendieuses déjà engagées par Tourny dans l'embellissement de la ville. Les travaux démarrèrent en 1758 avant d'être définitivement arrêtés en 1760, année de la mort de Tourny, alors que les murs dépassaient à peine du sol.

### Construction

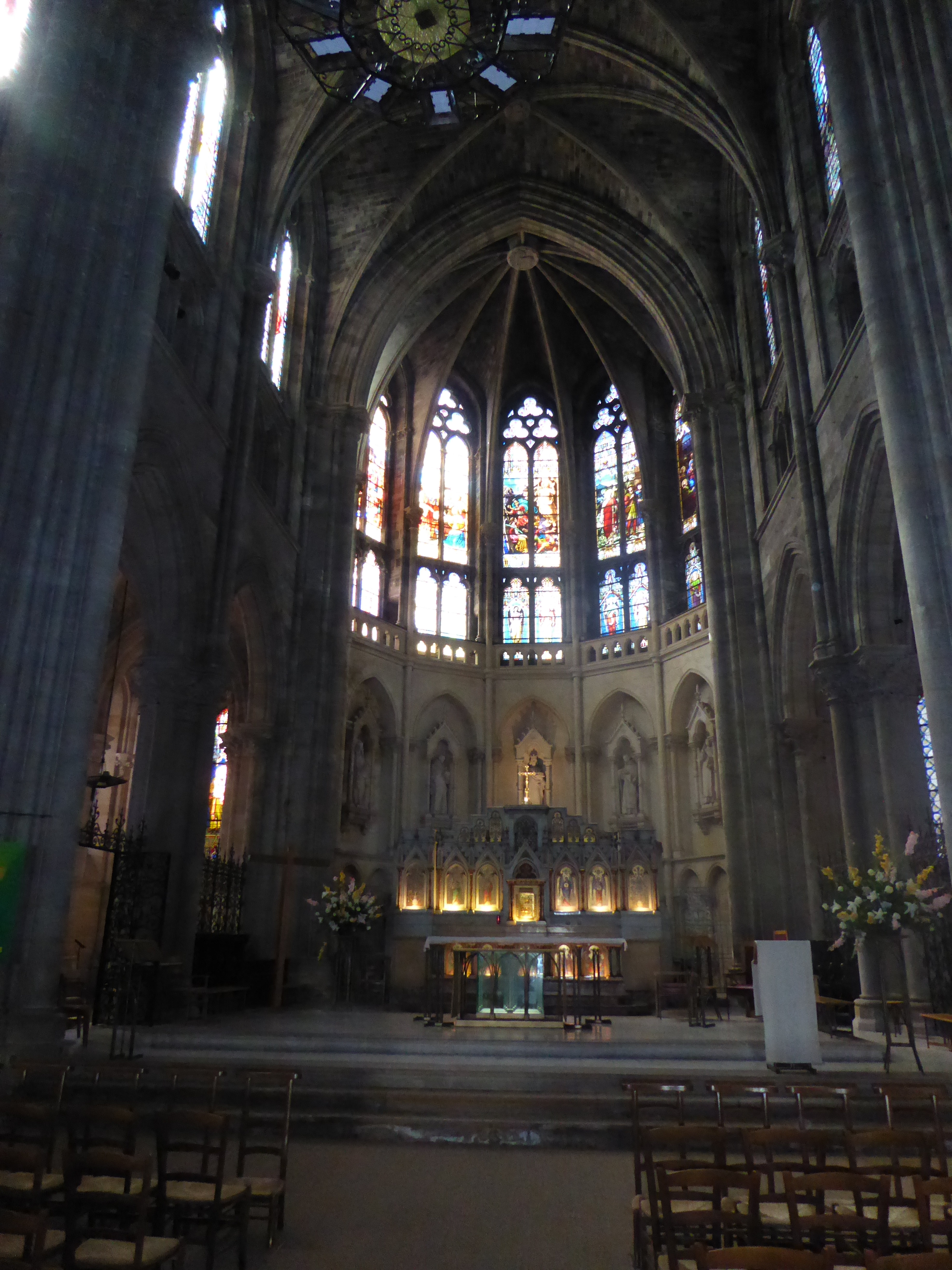
Chœur de l'église.

L'église Saint-Louis est construite entre 1874 et 1880 d'après les plans de l'architecte Pierre-Charles Brun (1825–1902) à la place d'un couvent de carmes érigé en 1721. Elle est consacrée en 1895 par Mgr Lecot.
Les vitraux remarquables sont d'Henri Feur (1899) et, pour le chœur, de Nicolas Lorin (1879),  les autels ont été réalisés par Victor Lambinet et Bernard Jabouin. Les fonts baptismaux sont en marbre de Carrare. La sacristie est décorée de boiseries du XVIIIe siècle en acajou, provenant de l'ancien couvent des Carmes ; elle est rarement accessible au public. L'église est inscrite aux monuments historiques.

## Illustrations

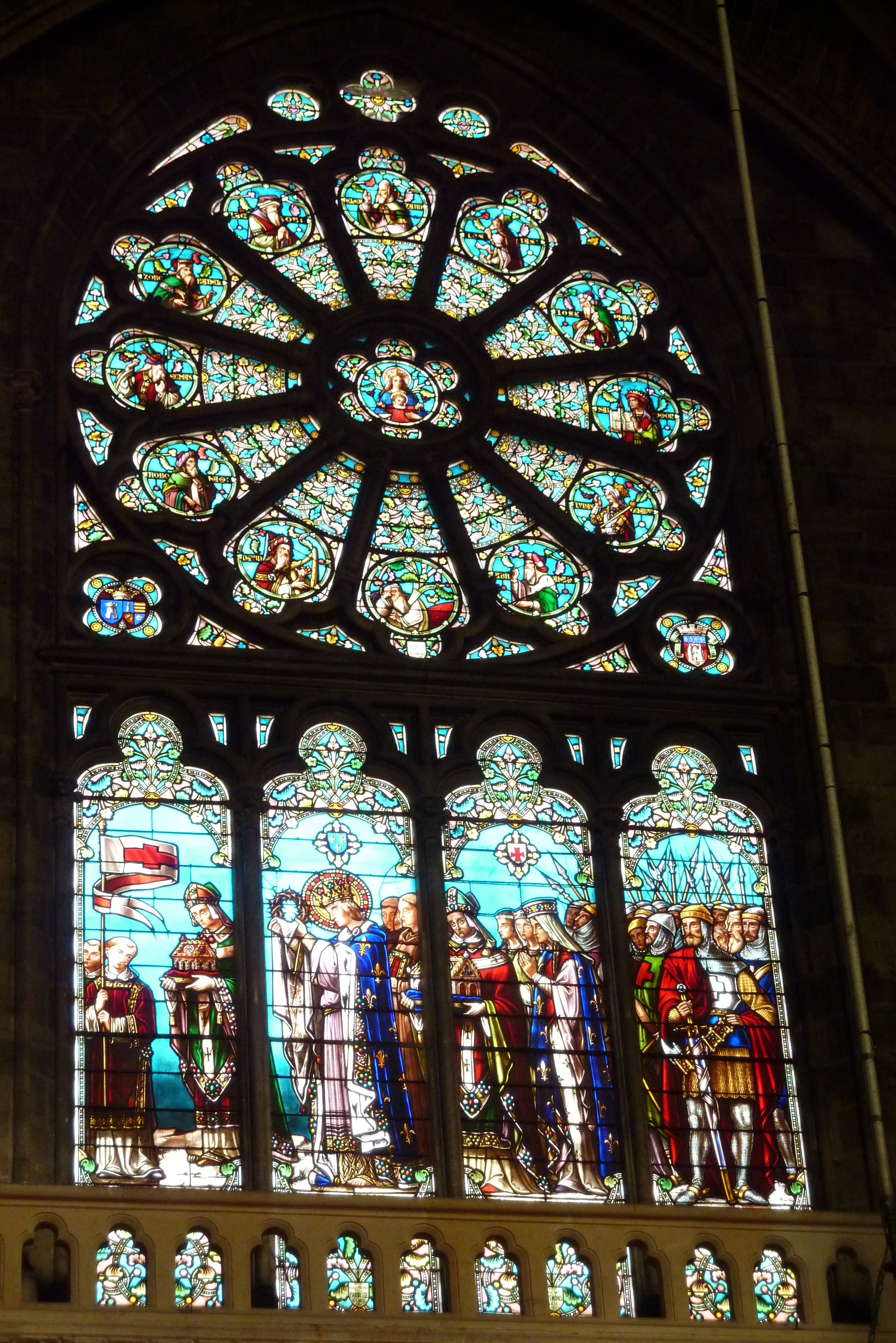
Vitrail représentant saint Louis
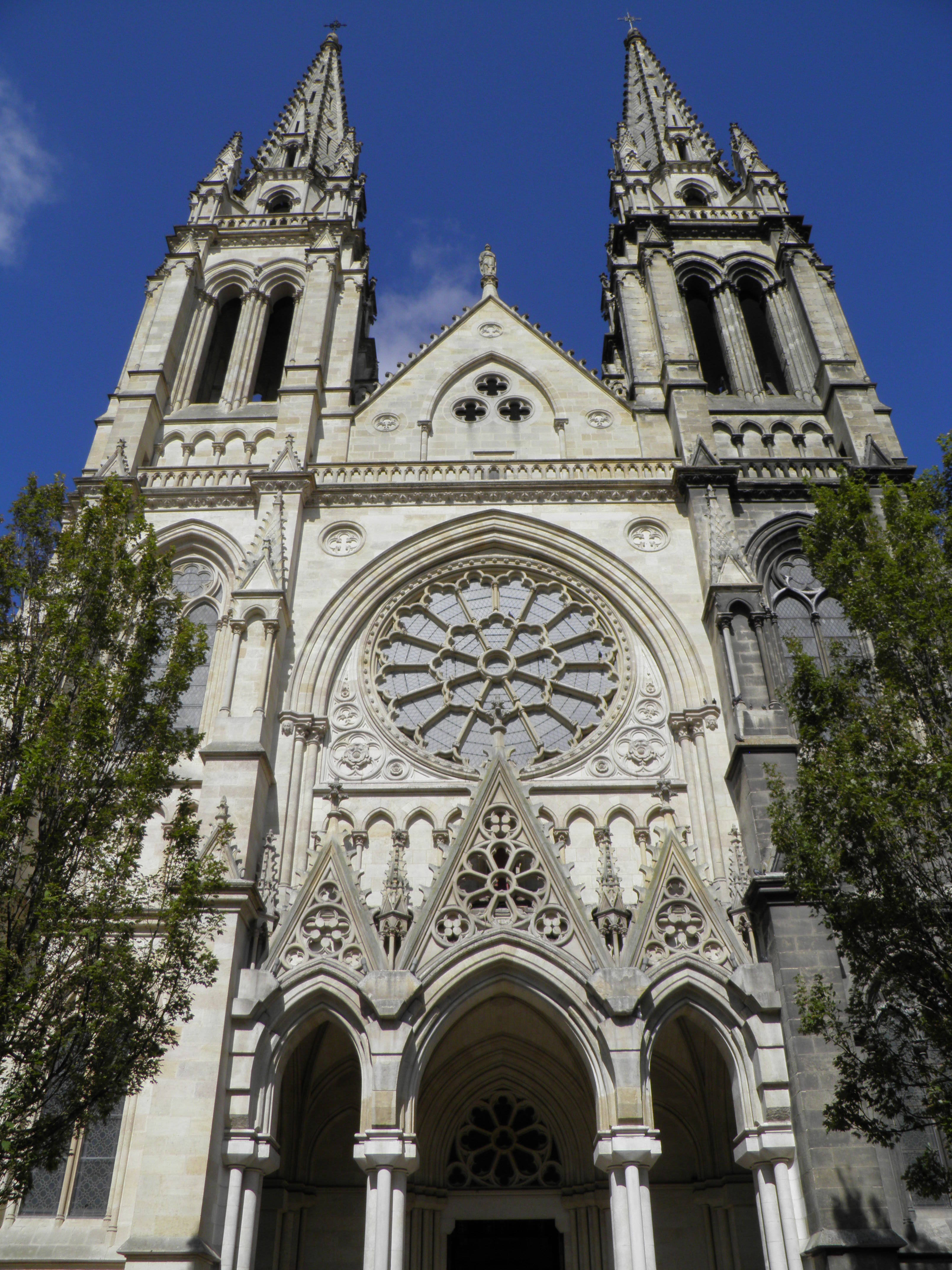
Façade rue Notre-Dame
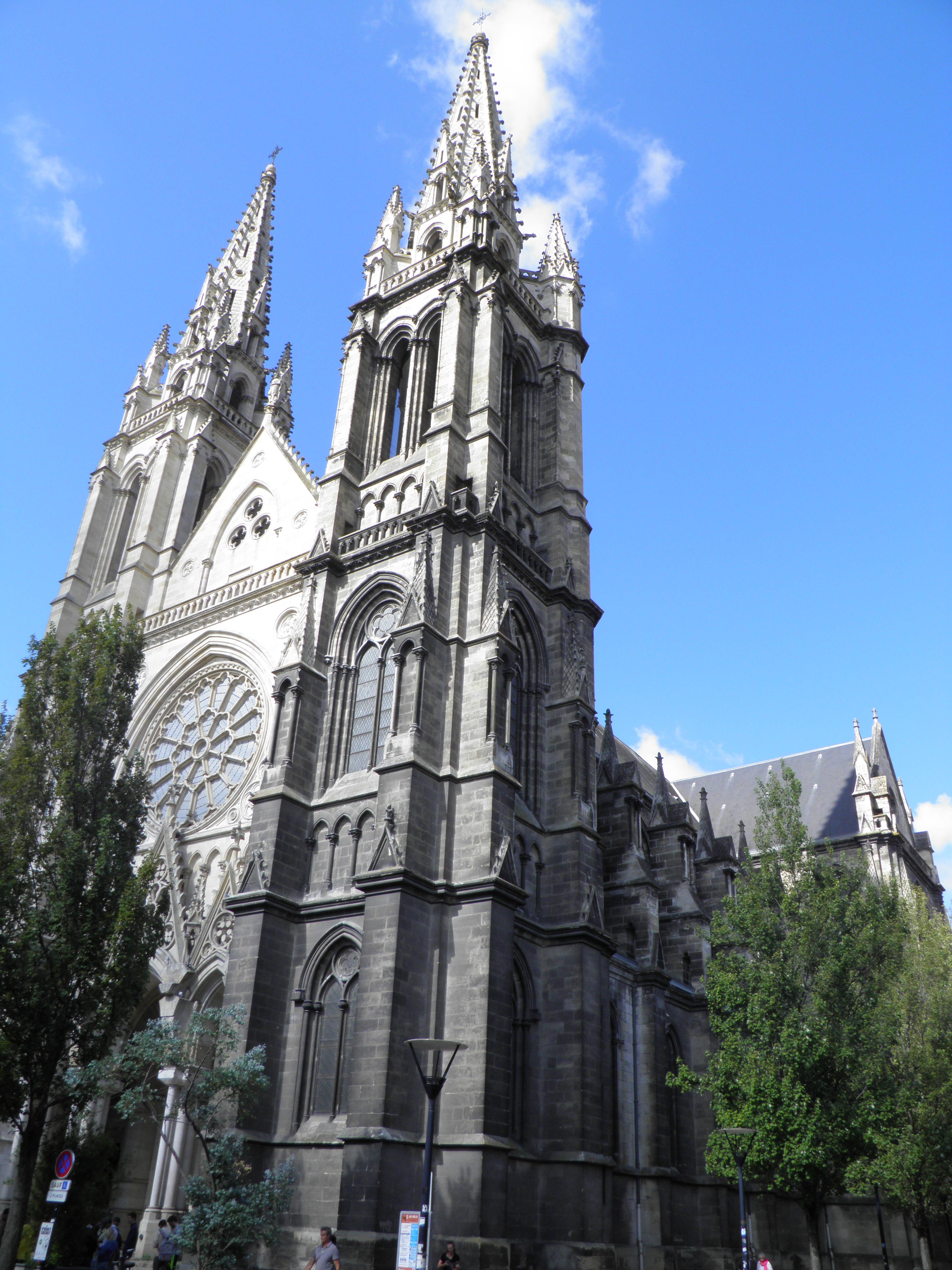
Vue de l'église
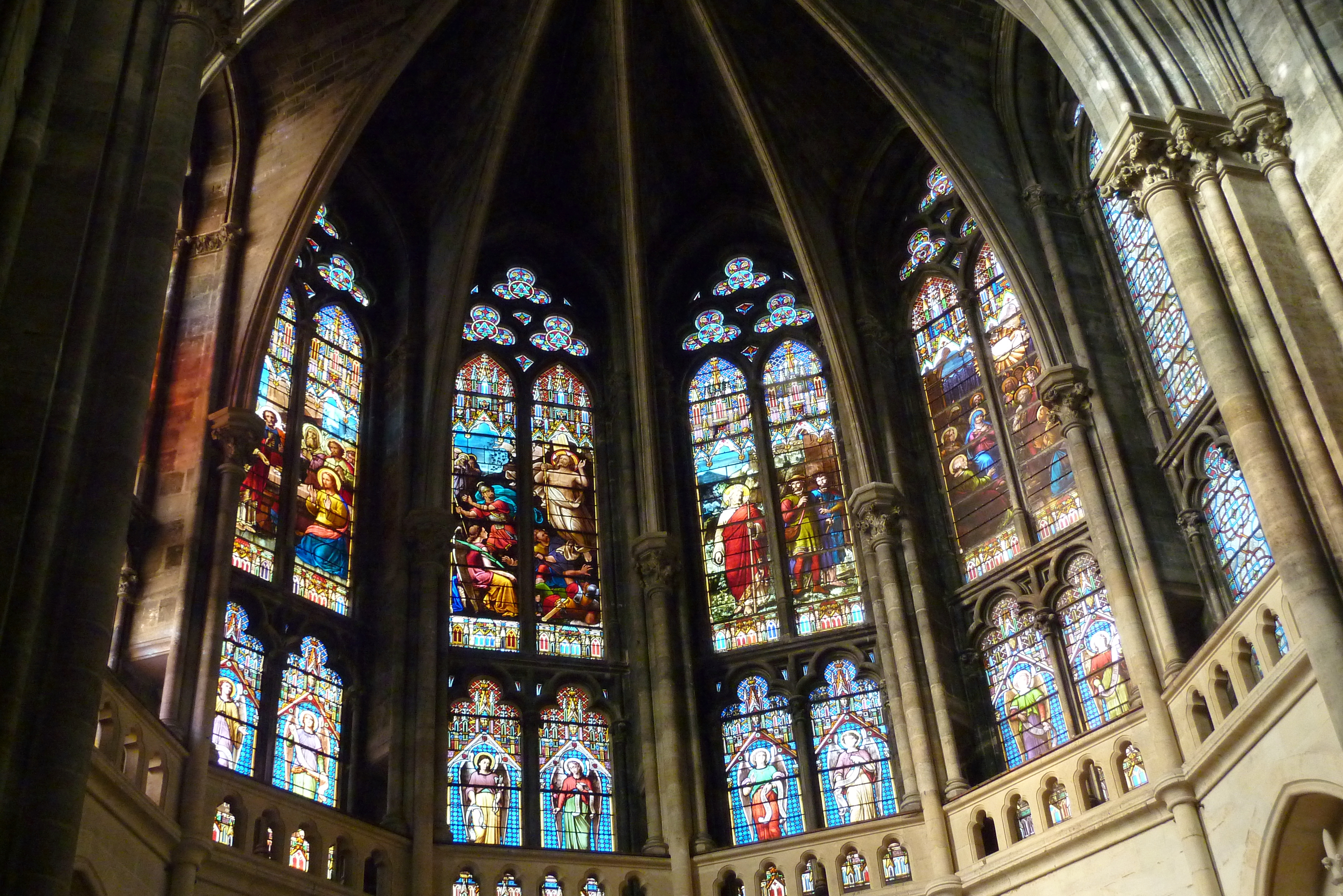
Vitraux du chœur de Nicolas Lorin

## Orgue
L'orgue est construit en 1881 par Georges Wenner avec cinquante-deux jeux et trois claviers manuels et il est augmenté en 1901 par Gaston Maille. Il est électrifié vers 1920. C'est l'orgue symphonique le plus important de toute la région Nouvelle-Aquitaine. Il est inscrit aux monuments historiques en 2001,. Il a été restauré par Pascal Quoirin en 2005.
| I Grand-Orgue C–g3 |               |
| Montre             | 16′           |
| Bourdon            | 16′           |
| Montre harmonique  | 8′            |
| Principal          | 8′            |
| Bourdon            | 8′            |
| Flûte harmonique   | 8′            |
| Gambe              | 8′            |
| Prestant           | 4′            |
| Flûte harmonique   | 4′            |
| Nazard             | 2 deux tiers′ |
| Octavin            | 2′            |
| Plein Jeu VI       |               |
| Cornet V           |               |
| Bombarde           | 16′           |
| Trompette          | 8′            |
| Clairon            | 4′            |

| II Positif intérieur C–g3 |    |
| Flûte douce               | 8′ |
| Flûte harmonique          | 8′ |
| Salicional                | 8′ |
| Unda Maris                | 8′ |
| Flûte                     | 4′ |
| Doublette                 | 2′ |
| Plein Jeu VI              |    |
| Cornet III                |    |
| Trompette                 | 8′ |
| Basson harmonique         | 8′ |
| Clarinette                | 8′ |
| Clairon                   | 4′ |

| III Récit C–g3       |     |
| Kérolophone          | 8′  |
| Cor de nuit          | 8′  |
| Flûte harmonique     | 8′  |
| Violoncelle          | 8′  |
| Voix céleste         | 8′  |
| Flûte harmonique     | 4′  |
| Cymbale III          |     |
| Basson               | 16′ |
| Trompette harmonique | 8′  |
| Basson Hautbois      | 8′  |
| Voix humaine         | 8′  |
| Clairon              | 4′  |

| Pédale C–f1 |     |
| Soubasse    | 16′ |
| Flûte       | 16′ |
| Bourdon     | 16′ |
| Flûte       | 8′  |
| Bourdon     | 8′  |
| Flûte       | 4′  |
| Bombarde    | 16′ |
| Trompette   | 8′  |
| Basson      | 8′  |
| Clairon     | 4′  |

- Koppeln: I/II, III/II, III/I, I/P, II/P, III/P, I-III/P